# Lathrolestes meridionalis
Lathrolestes meridionalis är en stekelart som först beskrevs av Smits van Burgst 1912.  Lathrolestes meridionalis ingår i släktet Lathrolestes och familjen brokparasitsteklar. Inga underarter finns listade i Catalogue of Life.